# 本多正好

本多 正好（ほんだ まさよし、元和9年（1623年） - 元禄15年（1702年）は、江戸時代前期の大名、本多正勝の嫡男で老中・本多正純の孫。幼名は千徳丸。諱は正好。通称右京亮、弥八郎、和田角兵衛。異母弟に本多正之がいる。

## 生涯
本多正勝の長男として江戸屋敷で生まれる。同年の本多家改易により、正勝も父・正純に連座し出羽国横手に配流となった。正好は母親の実家である摂津尼崎藩戸田家に身を寄せ、寛永12年（1635年）に戸田家の領地替えに伴い美濃大垣に移住した。寛永17年（1640年）、17歳の時に母親の元を離れ、上野国高崎藩に身を置いた。この頃に本多姓を改め、和田姓を名乗ったという。
明暦3年（1657年）、34歳の時に旗本安藤直政の招きを受けて武蔵国小平村（現・児玉町）に移り住み、代官を勤める。元禄15年（1702年）4月に死去した。享年80。
なお、寛文4年（1664年）、尾張犬山に住していた異母弟の正之が旗本として赦免され嫡流を称したために、幕臣身分を離れた正好については『寛政重修諸家譜』に記述があるものの、具体的な生没年などは記載されていない。

## 子孫
正好の曽孫和田正綱は江戸に出府、安藤家の御用人格を勤める。その子正滕の代に、絶家となっていた姻戚の木村家の名跡を継いで木村姓を称した。明治維新時の当主木村正英は、版籍奉還後に安藤家を離れて武蔵国小平村に戻った。木村家は、その子政明の代で群馬県館林へ移ったという。
現在の宇都宮本多家の当主は木村日出明（14代当主）。栃木県宇都宮市で平成10年（1998年）から毎年開催されている、宇都宮城址まつり記念式典、平成19年（2007年）開催の宇都宮城復元祭、平成20年（2008年）に本多正純父子終焉の地である秋田県横手市で挙行された本多正純公・本多正勝公追善供養式典などに出席している。木村敦明（15代）は、本多家ゆかりの都市などでの講演会やシンポジウムにも出席している。

## 人物・逸話
幼少より学問に励み、祖父・正純と父・正勝の墓参りを願い出るが、幕命により果たせなかったという逸話がある。